# The Sunken Convent
|  | Denne artikel er oprettet af botten Steenthbot ud fra en ekstern database. Den kan derfor have sproglige fejl eller mangler. Denne skabelon kan fjernes efter kontrol af indholdet. |

The Sunken Convent er en dansk kortfilm fra 2016 instrueret af Michael Panduro.

## Medvirkende
- Claus Flygare, Ridderen
- Susann Cornelius, Naboen
- Camilla Mia Wikke, Nonnen